# لئون ترمین
لی‌یِف سِرگیویچ ترمیِن (روسی: Лев Сергеевич Термен، IPA: [ˈlʲef sʲɪrˈɡʲejɪvʲɪtɕ tʲɪrˈmʲen]؛ ۲۷ اوت [به سیستم قدیمی ۱۵ اوت] ۱۸۹۶ – ۳ نوامبر ۱۹۹۳) مشهور به لئون ترمین (به انگلیسی: Léon Theremin) مخترع، و مهندس اهل روسیه و اتحاد جماهیر سوسیالیستی شوروی بود. شهرت عمده او به خاطر اختراع سازی الکترونیکی است که پس از او با نام خودش (ترمین) ثبت شد. این نخستین ساز موسیقی الکترونیکی است که به تولید انبوه رسید. او همچنین روشی برای بهبود کیفیت سیگنال ویدئویی اختراع کرد، که هنوز هم به‌طور گسترده‌ای تکنولوژی مورد استفاده در ویدئو و تلویزیون است.
به‌وسیلهٔ دستگاه شنود اختراع شده توسط او که  «شیء» (به انگلیسی: The Thing) نامیده میشود  به مدت هفت سال در دفتر سفیر ایالات متحده آمریکا در مسکو،عوامل شوروی قادر به شنود مکالمات مخفی آن دفتر شدند از آن به عنوان نیای فناوری سامانه بازشناسی با امواج رادیویی (اختصاری RFID) نام برده می‌شود.

## زندگی
لئون ترمین در سن پترزبورگ، امپراتوری روسیه در سال ۱۸۹۶ میلادی در یک خانواده معتقد به پروتستان فرانسوی و آلمانی‌تبار به دنیا شد. او خواهری به نام هلنا داشت.
او در کلاس هفتم دبیرستان در برابر دانش‌آموزان و والدین، جلوه‌های نوری مختلف با استفاده از برق را نشان داد.
در سن ۱۷ سالگی آزمایشگاهی در خانه برای آزمایش با مدارات بسامد بالا، اپتیک و مباحث مغناطیس دائر نمود.
ترمین در دانشگاه پتروگراد در رشته فیزیک و در کنسرواتوار سن پترزبورگ موسیقی آموخت. در سال ۱۹۱۹ میلادی به مدیریت آزمایشگاه نوسانات الکتریکی در مؤسسه فنی لنینگراد منصوب شد. تحقیقات او در آن آزمایشگاه موجب گردید که به فیزیک و موسیقی علاقه پیدا کند. او در سال ۱۹۹۳ میلادی در سن ۹۷ سالگی در مسکو درگذشت.
| « | من میل داشتم یک ساز متفاوت بسازم؛ و البته می‌خواستم دستگاهی بسازم که با به کاربردن میدان‌های مغناطیسی، در فضا کنترل شود، به این ترتیب انرژی کمتری نیز مصرف می‌شد. به این دلیل من از تکنولوژی الکترونیک استفاده کردم تا سازی بسازم که ابتکار بیشتری در آن به کار رفته باشد. | » |